# 张国权 (1940年)
张国权（1940年12月—），浙江鄞县人，中国共产党第十届中央委员会候补委员（任至文化大革命结束）。

## 生平
1958年9月至1960年7月在江南造船厂技校学习，1960年8月至1966年6月为江南造船厂船体车间装配工，1966年6月至1971年任江南造船厂船体车间革委会负责人、江南造船厂革委会常委。1970年8月加入中国共产党。1971年至1973年任驻复旦大学工宣队团长、复旦大学党委副书记。1975年10月至1978年5月任第六机械工业部党的核心小组成员、党组成员。1978年5月接受审查，1980年6月开除党籍。1982年12月判处有期徒刑九年、剥夺政治权利两年，同年被江南造船厂除名。1987年5月至1995年为上海华东电焊厂工人。